# Savojsko
Savojsko (arpitánsky Savouè, italsky Savoia, francouzsky Savoie) je historický region, který se nachází na území nejzápadnější části Alp. V současnosti je rozdělený mezi Francii (většina území) a Itálii (východní malá část), malá část je též součástí Švýcarska. Savojsko bylo hrabství v letech 1003–1416 a vévodství v letech 1416–1714. V roce 1714 se stalo součástí Sicilského království resp. v roce 1720 Sardinského království, to ho v roce 1860 muselo (společně s Nice) postoupit Francii.
Historickým hlavním městem bylo Chambéry, roku 1563 bylo sídlo vládnoucího savojského rodu přeneseno do Turína.

## Dějiny
Přibližně v 5. století př. n. l. bylo území Savojska obydleno keltským kmenem Allobrogů. V roce 121 př. n. l. se stalo součástí Římské říše. V 5. století ho obsadili Burgundové, kteří ho připojili ke svému království. Spolu s královstvím Burgundů se Savojsko v roce 534 stalo součástí Franské říše.

### Savojské hrabství
Poslední samostatný burgundský král Rudolf III. Burgundský v roce 1003 založil Savojsko jako hrabství. Po jeho smrti se spolu s burgundským královstvím stalo v roce 1033 součástí Svaté říše římské. V Savojském hrabství a v sousedních hrabstvích (Belly, Maurienne a Aosta) vládl tehdy první savojský hrabě Humbert I. Savojský (1003–1056), který byl nejspíše příbuzný ženy posledního burgundského krále Rudolfa III. Jeho syn Ota I. získal sňatkem s dcerou markraběte Manfreda z Turína jižní částí Piemontu. V roce 1101 získala savojská hrabata titul říšských hrabat.
Území se v rámci rodu několikrát rozdělilo, ale vymíráním větví bylo povětšinou znovu spojeno. Pouze Piemont jako Piemontské knížectví zůstal oddělený do roku 1418.
Savojsko bylo do roku 1388 vnitrozemským státem, ale v tomto roce získalo spolu s Nice úzkou část středomořského pobřeží. Nově získané území obklopovalo miniaturní Monacké knížectví.
Vlajka Savojského hrabství byla v letech 1200–1350 také vlajkou Svaté říše římské.

### Savojské vévodství

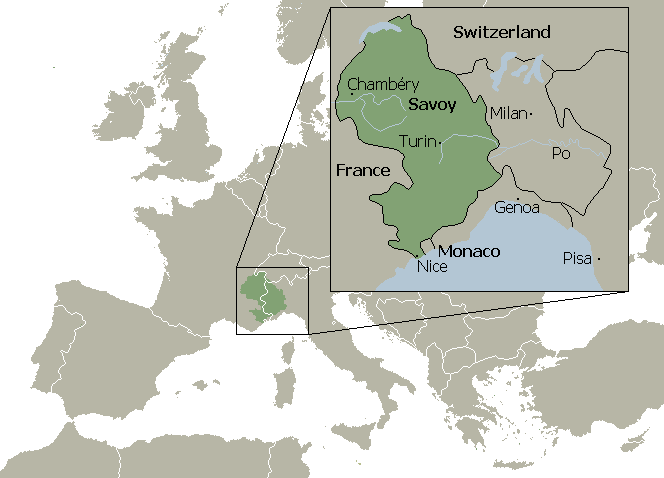
Savojské státy v 16. století na mapě dnešní Evropy

Savojské hrabství bylo v roce 1416 císařem Zikmundem Lucemburským povýšeno na vévodství a již nezahrnovalo pouze původní Savojsko, ale i velkou část dnešního Piemontu. Kromě vlastního Savojska patřilo k vévodství také území Valle d'Aosta a Piemont. V polovině 15. století tak náleželo Savojské vévodství k nejdůležitějším zemím na mapě Evropy.
Francouzské království a rakouská říše však rozmach malého vévodství nesly velmi nelibě. Sama usilovala o připojení alpské oblasti mezi Středozemním mořem a Lombardií. Mezi lety 1536 a 1749, v době, kdy následovníci vévody Amédée VIII. nedokázali udržet hospodářský a politický rozkvět Savojska, bylo území několikrát obsazeno, nejčastěji francouzskou armádou. Celkem šlo o 6 invazí, z nichž některé trvaly i 10 let. Přes to všechno rozmach Savojska od 17. století a zejména 18. století dále pokračoval.

Roku 1563 bylo sídlo vládnoucího savojského rodu přeneseno z tradičního Chambéry do Turína.

#### Součást Sardinského království
Když v roce 1714 získal vévoda Viktor Amadeus II. Sicilské království, stal se titul a s ním i území Savojského vévodství de facto druhořadý. V roce 1720 vyměnilo Rakousko (pod dohledem Francie a Anglie) se savojským vévodou Sardinské království za Sicilské království. I když tím savojský vévoda získal území s královským titulem blíže k samotnému Savojsku, ztratil naději na možnou italskou královskou korunu, která byla o poznání blíže spíš právě díky Sicilskému království, než zrovna díky okrajovému Sardinskému království. Území dostalo (znovu) název Sardinské království, i když mu vládla savojská dynastie a jeho centrem byl Piemont a hlavní město Turín.
V letech 1792–1814 bylo Savojsko a později od roku 1802 i Piemont okupováno vojsky revoluční Francie. Tato okupace trvala celkem 23 let a zahynulo při ní 18% savojských obyvatel. V roce 1815 bylo obnoveno původní území a připadla mu i bývalá Janovská republika.
V roce 1860 bylo původní území Savojska odstoupeno spolu s Nice Francii za záruku bezpečnosti a uznání sjednocené Itálie. Obyvatelé Savojska následně potvrdili 99,8%, že jim nevadí připojení k Francii.

### Savojsko jako součást Francie
V současnosti je část patřící Francii rozdělena na 2 departementy, a to Savojsko a Horní Savojsko (oba patří do régionu Rhône-Alpes).
Na území Savojska dnes existuje separatistické hnutí usilující o odtržení od Francie.

## Galerie

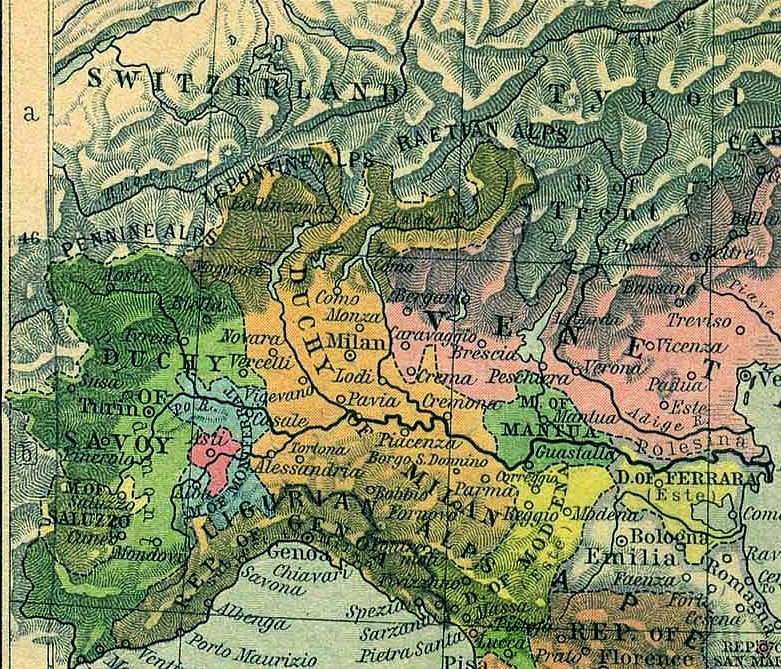
Savojské vévodství v roce 1494
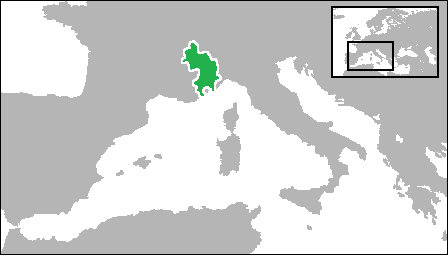
Savojsko okolo roku 1700